# Mbomou (præfektur)
Mbomou er en af de tyve præfekturer i Den Centralafrikanske Republik. Det har et areal på 61.150 km2 og har en befolkning på 164.009 mennesker (ifølge en folketælling fra 2003). Hovedstaden er byen Bangassou. I nærheden ligger Kembevandfaldene ved Kottofloden. Præfekturet styres af Pierrette Benguere. I 2024 anslog man at der var en  befolkning på 267.647 indbyggere.